# Spoy (Côte-d'Or)
Pour la commune homonyme de l'Aube, voir Spoy (Aube).
Spoy est une commune française située dans le département de la Côte-d'Or, en région Bourgogne-Franche-Comté.
Ses habitants sont appelés Spoyens et Spoyennes.

## Géographie
Le village de Spoy est situé sur le bord de la Tille, petite rivière affluente de la Saône.

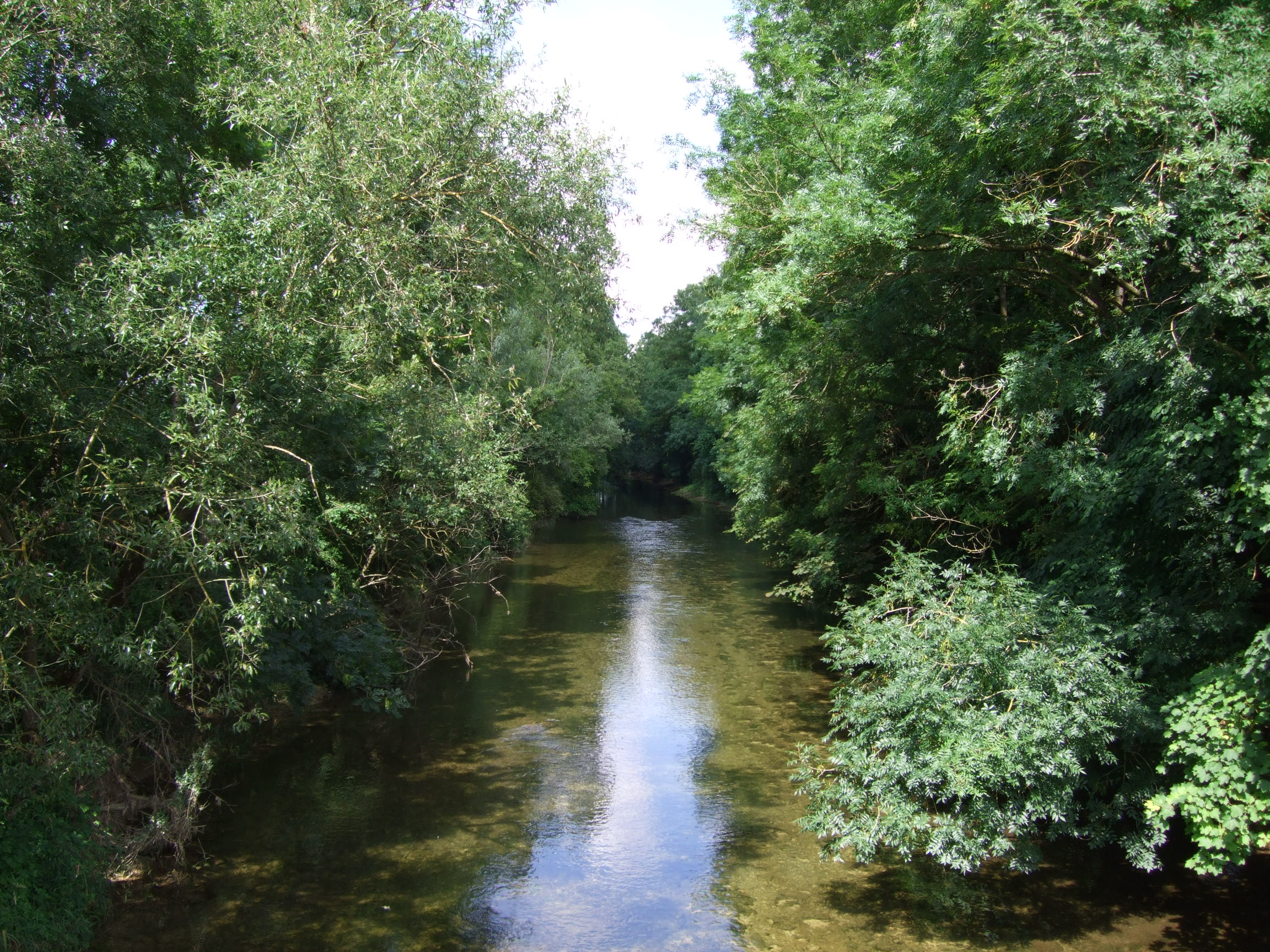
La rivière du village.

### Climat
Pour des articles plus généraux, voir Climat de la Bourgogne-Franche-Comté et Climat de la Côte-d'Or.
En 2010, le climat de la commune est de type climat océanique dégradé des plaines du Centre et du Nord, selon une étude du Centre national de la recherche scientifique s'appuyant sur une série de données couvrant la période 1971-2000. En 2020, Météo-France publie une typologie des climats de la France métropolitaine dans laquelle la commune est exposée à un climat océanique altéré et est dans la région climatique  Bourgogne, vallée de la Saône, caractérisée par un bon ensoleillement (1 900 h/an), un été chaud (18,5 °C), un air sec au printemps et en été et des vents faibles. 
Pour la période 1971-2000, la température annuelle moyenne est de 10,3 °C, avec une amplitude thermique annuelle de 17,5 °C. Le cumul annuel moyen de précipitations est de 828 mm, avec 11,9 jours de précipitations en janvier et 7,8 jours en juillet. Pour la période 1991-2020, la température moyenne annuelle observée sur la station météorologique de Météo-France la plus proche, « Dijon Toison », sur la commune de Dijon à 18 km à vol d'oiseau, est de 11,5 °C et le cumul annuel moyen de précipitations est de 771,8 mm,. Pour l'avenir, les paramètres climatiques de la commune estimés pour 2050 selon différents scénarios d'émission de gaz à effet de serre sont consultables sur un site dédié publié par Météo-France en novembre 2022.

## Urbanisme

### Typologie
Au 1er janvier 2024, Spoy est catégorisée commune rurale à habitat dispersé, selon la nouvelle grille communale de densité à 7 niveaux définie par l'Insee en 2022.
Elle est située hors unité urbaine. Par ailleurs la commune fait partie de l'aire d'attraction de Dijon, dont elle est une commune de la couronne,. Cette aire, qui regroupe 333 communes, est catégorisée dans les aires de 200 000 à moins de 700 000 habitants,.

### Occupation des sols
L'occupation des sols de la commune, telle qu'elle ressort de la base de données européenne d’occupation biophysique des sols Corine Land Cover (CLC), est marquée par l'importance des territoires agricoles (85,1 % en 2018), en augmentation par rapport à 1990 (83,2 %). La répartition détaillée en 2018 est la suivante : terres arables (79,8 %), forêts (11,8 %), prairies (2,9 %), zones urbanisées (2,6 %), zones agricoles hétérogènes (2,5 %), eaux continentales (0,3 %), zones industrielles ou commerciales et réseaux de communication (0,2 %). L'évolution de l’occupation des sols de la commune et de ses infrastructures peut être observée sur les différentes représentations cartographiques du territoire : la carte de Cassini (XVIIIe siècle), la carte d'état-major (1820-1866) et les cartes ou photos aériennes de l'IGN pour la période actuelle (1950 à aujourd'hui).

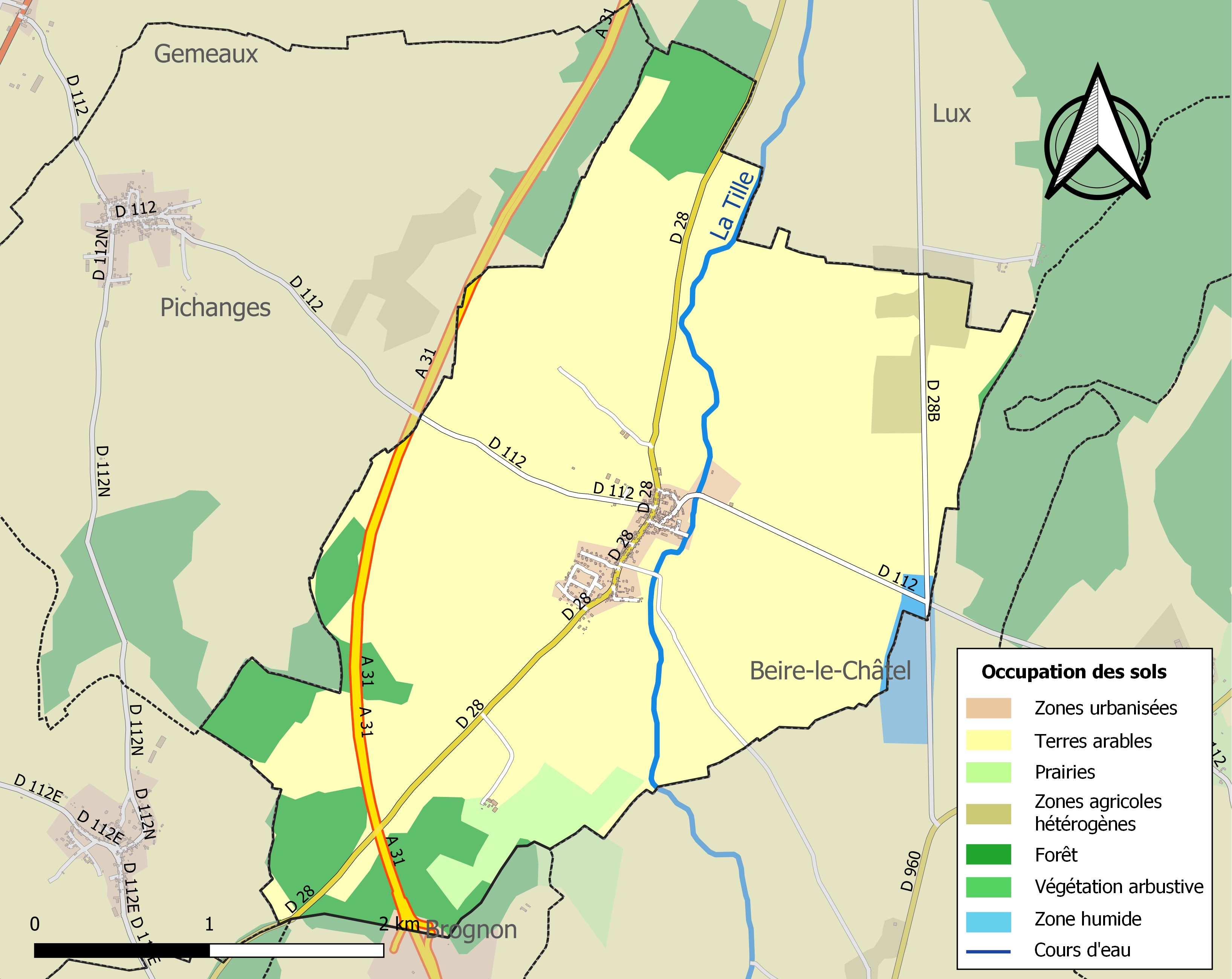
Carte des infrastructures et de l'occupation des sols de la commune en 2018 (CLC).

## Toponymie
Le nom du village trouverait son origine autour de 630, nommé initialement Cypetum, une traduction littérale de ce mot renvoie à un tronc d'arbre où au lieu consacré à la culture de la vigne, de cippus (« cep de vigne ») et suffixe collectif -etum.
C'est en 1276 que le nom de Sepoy voit le jour.

## Histoire de Spoy
Plusieurs pièces du Musée archéologique de Dijon proviennent de villages voisins de Spoy.
Au Moyen Âge, le village est placé sous l'autorité successive des seigneurs de Til-Châtel (Malain) et de Lux (Saulx de Tavannes).

## Économie et gastronomie
L'implantation de Spoy sur un coteau ensoleillé et à proximité de la Tille aurait permis aux vignerons locaux de produire un vin réputé nommé « le Clos des Cailles » avant l'arrivée du phylloxéra (insecte nuisible aux vignes). Aujourd'hui, l'activité économique du village se concentre principalement sur la production agricole.

## Vie associative et manifestations
Le village est animé tout au long de l'année par une association proposant des activités. La Spoyenne propose quelques animations dans le clos du village à l'occasion du 14 juillet par exemple. Cette association regroupe près de 25 % des habitants de la commune.
| Période                                  | Période  | Identité             | Étiquette | Qualité             |
| ---------------------------------------- | -------- | -------------------- | --------- | ------------------- |
| Les données manquantes sont à compléter. |          |                      |           |                     |
| 1983                                     | 2001     | Michel Durost        |           | Éducation nationale |
| 2001                                     | 2007     | Michel Morot         |           | Agent SNCF          |
| 2011                                     |          | Éric Saulin          |           |                     |
| juin 2020                                | En cours | Sébastien Chignardet |           |                     |

## Démographie
L'évolution du nombre d'habitants est connue à travers les recensements de la population effectués dans la commune depuis 1793. Pour les communes de moins de 10 000 habitants, une enquête de recensement portant sur toute la population est réalisée tous les cinq ans, les populations de référence des années intermédiaires étant quant à elles estimées par interpolation ou extrapolation. Pour la commune, le premier recensement exhaustif entrant dans le cadre du nouveau dispositif a été réalisé en 2007.

En 2022, la commune comptait 391 habitants, en évolution de +5,96 % par rapport à 2016 (Côte-d'Or : +0,82 %, France hors Mayotte : +2,11 %).
| 1793 | 1800 | 1806 | 1821 | 1836 | 1841 | 1846 | 1851 | 1856 |
| ---- | ---- | ---- | ---- | ---- | ---- | ---- | ---- | ---- |
| 283  | 304  | 301  | 317  | 341  | 331  | 343  | 359  | 324  |

| 1861 | 1866 | 1872 | 1876 | 1881 | 1886 | 1891 | 1896 | 1901 |
| ---- | ---- | ---- | ---- | ---- | ---- | ---- | ---- | ---- |
| 315  | 324  | 345  | 357  | 347  | 320  | 309  | 284  | 280  |

| 1906 | 1911 | 1921 | 1926 | 1931 | 1936 | 1946 | 1954 | 1962 |
| ---- | ---- | ---- | ---- | ---- | ---- | ---- | ---- | ---- |
| 270  | 250  | 224  | 204  | 199  | 180  | 231  | 235  | 208  |

| 1968 | 1975 | 1982 | 1990 | 1999 | 2006 | 2007 | 2012 | 2017 |
| ---- | ---- | ---- | ---- | ---- | ---- | ---- | ---- | ---- |
| 182  | 191  | 228  | 246  | 244  | 284  | 290  | 299  | 392  |

| 2022 | - | - | - | - | - | - | - | - |
| ---- | - | - | - | - | - | - | - | - |
| 391  | - | - | - | - | - | - | - | - |

## Culture locale et patrimoine

### Lieux et monuments
L'église actuelle date de XIXe siècle, elle a été bâtie sur l'emplacement d'une église romane du XIIIe siècle. Cette dernière a été démolie en raison des risques d'effondrement qu'elle présentait. La nouvelle église conserve en son sein deux statues classées : une Piéta et une statue de saint Thibault datant du XVe siècle. Quelques éléments architecturaux de l'ancienne église ont été conservés, on peut encore observer aujourd'hui quelques chapiteaux de celle-ci. Enfin, une vierge à l'enfant attribuée à Dubois et une statue de saint Robert sont visibles. À son entrée se dresse le monument aux morts des enfants du village tombés pour la patrie au cours des deux grandes guerres qui ont marqué le XXe siècle.
Sur le site d'une villa gallo-romaine se dresse la Rente de Treige à proximité d'une source.
Le pâtis est situé sur une vaste place, à la périphérie du village, un coin pique-nique est à disposition sous les arbres. Un terrain de boules y a été aménagé, permettant ainsi des rencontres entre amateurs de pétanque.

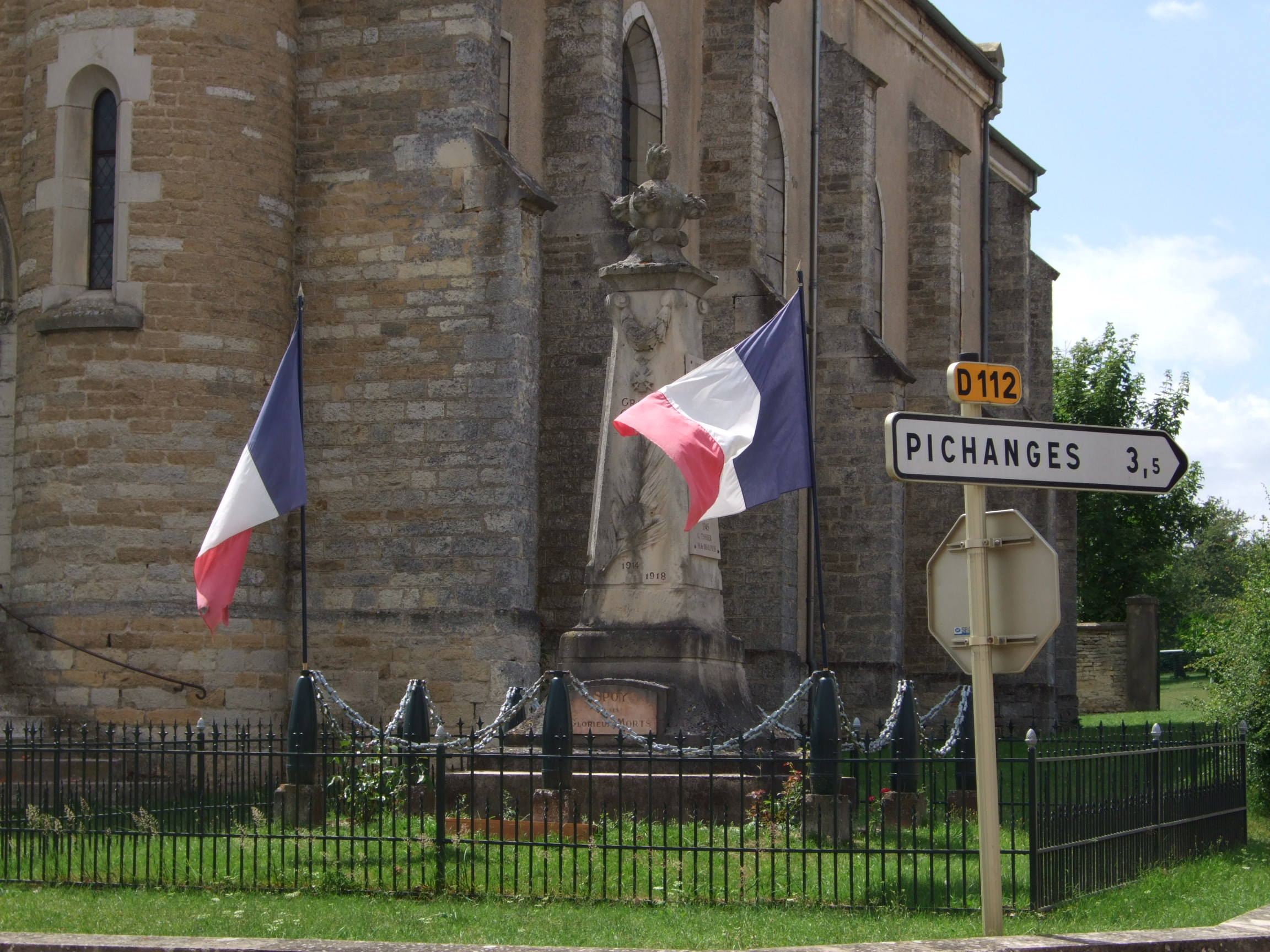
Le monument aux morts.

### Personnalités liées à la commune
- Saint Thibault[Lequel ?] est historiquement considéré comme le patron de Spoy.

### Héraldique
| Blason de Spoy | Blason  | De gueules à la fasce d'or frettée de sinople et surmontée d'une aigle d'or. |
| Blason de Spoy | Détails | Le statut officiel du blason reste à déterminer.                             |